# Alkalose
Alkalose betyder baseforgiftning. I praksis når pH i blodet er over 7,42 (afhængigt af laboratoriets normalområde).
Alkaloser inddeles efter årsager i metaboliske og respiratoriske eller kombinationer heraf.
De inddeles endvidere i akutte, delvis kompenserede, kompenserede og overkompenserede.
Organismen forsøger at kompensere en metabolisk tilstand respiratorisk og omvendt.

## Respiratorisk alkalose
Respiratorisk alkalose ses ved øget ventilation hvorved blodets indhold af CO2 nedsættes.
Årsager:
- Hyperventilation

## Metabolisk alkalose
Metabolisk alkalose ses ved overskud af HCO3- eller ved tab af ikke-flygtige syrer.
Årsager:
- Sug i mavesækken
- Opkastning
- Conns syndrom
- Cushings syndrom
- Bartters syndrom
- ACTH producerende svulster
- NaHCO3 indgift
- Kaliummangel